# مهشید مشیری
مهشید مشیری (۲۹ اسفند ۱۳۳۰ در تهران – ۴ تیر ۱۴۰۴ در فرانسه) فرهنگ‌نویس و مترجم ایرانی بود. او، که دکترایش را در رشتهٔ زبان‌شناسی از دانشگاه سوربن دریافت کرده بود، نویسندهٔ نخستین فرهنگ الفبایی ـ قیاسی زبان فارسی بود.

## زندگی
قبل از رفتن به دبستان، خواندن و نوشتن و خوشنویسی را نزد پدر فراگرفت. دوران تحصیل را در شهرهای نهاوند، یزد و گرگان طی کرد. با دیپلم طبیعی در تهران فارغ‌التحصیل شد. همزمان با تحصیل در رشتهٔ مدیریت، به یادگیری ادبیات فارسی و زبان انگلیسی پرداخت. پس از اتمام دورهٔ کارشناسی ارشد زبانشناسی همگانی، به‌عنوان مترجم و ویراستار و کارشناس برنامه‌ریزی آموزشی در دانشگاه آزاد ایران استخدام شد. سپس در رشتهٔ زبانشناسی با گرایش واژگان‌نگاری در دانشگاه سوربن به تحصیل پرداخت. درحین تحصیل، به‌خاطر ارائهٔ رسالهٔ «ویژگی‌های زبان‌شناختیِ اصطلاحات علمی» موفق به دریافت دیپلم مطالعات پیشرفته (D.E.A) شد که در سال ۱۹۸۶ میلادی، با دفاع از پایان‌نامهٔ «نوین‌گراییِ واژگانی در زبان علمیِ فارسی» فارغ‌التحصیل شد.

## نوآوری‌ها
- ابداع روش آوایی ـ املایی به‌منظور حل مشکل املای فارسی، ۱۳۶۶
- ابداع روش الفبایی ـ قیاسی در واژگان‌نگاری فارسی، ۱۳۶۸
- طراحی و برنامه‌ریزی پروپدی دانشنامهٔ بزرگ فارسی، ۱۳۷۸
- نظریهٔ ترجمه‌پذیری شعر، ۱۳۷۹
- طراحی برنامه‌ریزی نخستین دانشنامهٔ الکترونیکی فارسی با روش پردازش انکوباتوری، ۱۳۸۳
- نظریهٔ واجشناختیِ هنجارش خط، ۱۳۸۳

## کتابهای منتشرشده

### فرهنگ‌های فارسی
- فرهنگ الفبایی ـ قیاسی زبان فارسی. نگاه، چاپ اول، ۱۳۹۶.
- فرهنگ الفبایی ـ قیاسی زبان فارسی. سروش، چاپ پنجم، ۱۳۸۴.
- فرهنگ فشردهٔ زبان فارسی. البرز، چاپ پنجم، ۱۳۸۰.
- فرهنگ پیش‌دانشگاهی زبان فارسی. البرز، چاپ دوم، ۱۳۷۹.
- فرهنگ همگانی فارسی (دوجلدی). البرز ـ پیکان، چاپ دوم. ۱۳۸۰.
- فرهنگ جامع فارسی. «دفتر یکم، حرف آ» (سرپرست فرهنگ)، بنیاد دانشنامهٔ بزرگ فارسی، ۱۳۸۱.

### فرهنگ‌های دوزبانه
- فرهنگ افعال فرانسه (الفبایی ـ قیاسی). سروش، ۱۳۸۳.
- فرهنگ ۵ جلدی اطلس (انگلیسی ـ فارسی). (سرویراستار و سرپرست فرهنگ). آریان ترجمان ۱۳۸۶.

### فرهنگ‌های خاص
- فرهنگ آوایی ـ املایی زبان فارسی. کتاب‌سرا، ۱۳۶۶.
- فرهنگ واژه‌های اروپایی در فارسی. البرز، ۱۳۷۱.
- فرهنگ عشق و عرفان. البرز، ۱۳۷۶.
- فرهنگ اتباع در زبان فارسی. آگاهان ایده، ۱۳۷۹.
- فرهنگ بسامدی اوزان و بحور غزل‌های سعدی و حافظ. دانشگاه هرمزگان، ۱۳۸۰.
- فرهنگ موضوعی غزل‌های سعدی. دانشگاه هرمزگان، ۱۳۷۹.
- فرهنگ موضوعی غزل‌های فرخی یزدی. آگاهان ایده، ۱۳۷۹.
- فرهنگ اصطلاحات عامیانهٔ جوانان. آگاهان ایده، ۱۳۸۰.
- فرهنگ شاعران فارسی‌زبان (به زبان فرانسه). آریان ترجمان، ۱۳۸۶.

### دانشنامه‌نویسی
- پروپدی دانشنامهٔ بزرگ فارسی (فارسی، انگلیسی، فرانسه). بنیاد دانشنامهٔ بزرگ فارسی، ۱۳۸۱.
- دانشنامهٔ بزرگ فارسی. (سرپرست دانشنامه). بنیاد دانشنامهٔ بزرگ فارسی. ۱۳۸۳.
- دائرةالمعارف، بازتابی از عالم کبیر. بنیاد دانشنامهٔ بزرگ فارسی، ۱۳۷۹.

### بررسی‌های زبان‌شناسی
- زبان، فرهنگ و ترجمه (مجموعه مقالات). البرز، ۱۳۷۳.
- فارسی و تهاجم زبانی (مجموعه مقالات). دانشگاه هرمزگان، ۱۳۷۴.
- ترجمه از حرف تا عمل: نظریهٔ جامعه‌شناختی زبان در ترجمه. آگاهان ایده، ۱۳۷۹.
- برنامه‌ریزی زبانی و نظریهٔ واجشناسی هنجارش خط. بنیاد دانشنامهٔ بزرگ فارسی، ۱۳۸۳.

### بررسی‌های ادبی
- مرثیه‌های سعدی و نظریهٔ ارتباط زبانی. آگاهان ایده، ۱۳۷۹.
- باباطاهر و خاک دامنگیر غربت. آگاهان ایده، ۱۳۸۰.
- سروِ قامتِ دوست: تأملی بر ترجیع‌بند سعدی. آگاهان ایده، ۱۳۸۲.
- ضرباهنگ عشق در سخن سعدی و حافظ و مولوی. آگاهان ایده، ۱۳۸۳.
- صید بیابان عشق. آگاهان ایده، ۱۳۸۳.

### شعر امروز
- چهل سال شاعری (نگاهی به شعر فریدون مشیری). البرز، ۱۳۷۵.

### داستان فارسی
- یادِ جاران (داستان بلند). البرز، ۱۳۷۶.
- آلما (مجموعه داستان کوتاه). آگاهان ایده، ۱۳۷۸.
- آتشی هست… (داستان بلند). انتشارات همشهری، ۱۳۸۱.
- زمزمهٔ داوود (مجموعه داستان کوتاه) آگاهان ایده، ۱۳۸۳.

### داستان به زبان فرانسه
- Safura (مجموعه داستان کوتاه به زبان فرانسه). آگاهان ایده، ۱۳۷۹.
- Le sanglot a la gorge (مجموعه داستان کوتاه به زبان فرانسه). آریان ترجمان. ۱۳۸۶.
- L'anémone a fleurie partout (داستان بلند به زبان فرانسه). آریان ترجمان. ۱۳۸۶.